# Stare Cimochy
Stare Cimochy (deutsch Alt Czymochen, 1929–1945 Finsterwalde) ist ein zur Gemeinde Kalinowo (Kallinowen, 1938 bis 1945 Dreimühlen) zählendes Dorf im nordöstlichen Masuren in der polnischen Woiwodschaft Ermland-Masuren, Powiat Ełcki (Kreis Lyck).

## Geographische Lage
Das Dorf befindet sich 4,5 Kilometer östlich der Ortschaft Kalinowo an einem von Maże (Maaschen, 1938 bis 1945 Maschen (Ostpr.)) nach Ginie (Gingen) führenden Landweg, 27 Kilometer nordöstlich der Kreisstadt Ełk (Lyck).

## Geschichte
Alt Czymochen wurde 1474 gegründet.
Mit der preußischen Gebietsreform vom 27. Mai 1874 gehörte das Dorf verwaltungstechnisch als Landgemeinde zum Amtsbezirk Kallinowen im Landkreis Lyck, der neben Alt Czymochen die Gemeinden Dorschen, Gingen, Iwaschken, Kallinowen, Kokosken, Kowahlen (Kr. Lyck), Maaschen, Marczynowen, Pientken und Trentowsken umfasste.
Am 1. Dezember 1910 wurden in Alt Czymochen 135 Einwohner gezählt.
Aufgrund der Bestimmungen des Versailler Vertrags stimmte die Bevölkerung im Abstimmungsgebiet Allenstein, zu dem Alt Czymochen gehörte, am 11. Juli 1920 über die weitere staatliche Zugehörigkeit zu Ostpreußen (und damit zu Deutschland) oder den Anschluss an Polen ab. In Alt Czymochen stimmten 80 Einwohner für den Verbleib bei Ostpreußen, auf Polen entfiel keine Stimme.
Alt Czymochen wurde am 18. Juni 1929 im Zuge der zunehmenden Eindeutschung von Ortsnamen masurischer Herkunft in Finsterwalde umbenannt, was durch Herleitung aus dem im Ortsnamen Czymochen zugrunde liegenden slawischen Wort ciemmy für finster geschah.
1931 wurde der Amtsbezirk Kallinowen neu strukturiert mit den nun dazugehörigen Dörfern Blumental, Dluggen, Dorschen, Finsterwalde, Gingen, Hennenberg, Iwaschken, Kallinowen, Kolleschnicken, Kreuzborn, Maaschen, Martinshöhe und Prawdzisken.
1933 waren in Finsterwalde (Alt Czymochen) 143 Einwohner verzeichnet, 1939 waren es nur noch 129 Einwohner.
Nach dem Ende des Zweiten Weltkrieges 1945 fiel das zum Deutschen Reich (Ostpreußen) gehörende Finsterwalde an Polen. Die ansässige deutsche Bevölkerung wurde, soweit sie nicht geflüchtet war, nach 1945 größtenteils vertrieben und neben der angestammten masurischen Minderheit durch Neubürger aus anderen Teilen Polens ersetzt. Der Ort wurde in „Stare Cimochy“ umbenannt.
Von 1975 bis 1998 gehörte Stare Cimochy zur damaligen Woiwodschaft Suwałki, kam dann 1999 zur neu gebildeten Woiwodschaft Ermland-Masuren.

## Kirche
Bis 1945 war Alt Czymochen resp. Finsterwalde in die evangelische Kirche in Prawdzisken (1934 bis 1945 Reiffenrode, polnisch Prawdziska) in der Kirchenprovinz Ostpreußen der Kirche der Altpreußischen Union sowie in die römisch-katholische Kirche St. Andreas ebendort im Bistum Ermland eingepfarrt.
Heute gehört Stare Cimochy katholischerseits weiterhin zur Kirche Św. Andrzeja Apostoła in Prawdziska, die jetzt dem Bistum Ełk der Römisch-katholischen Kirche in Polen zugeordnet ist. Die evangelischen Einwohner kalten sich zur Kirchengemeinde in der Kreisstadt Ełk (Lyck), einer Filialgemeinde der Pfarrei in Pisz (deutsch Johannisburg) in der Diözese Masuren der Evangelisch-Augsburgischen Kirche in Polen.